# کلرید زیرکونیم (IV)
کلرید زیرکونیم (IV) (به انگلیسی: Zirconium(IV) chloride) با فرمول شیمیایی ZrCl۴ یک ترکیب شیمیایی است. که جرم مولی آن ۲۳۳٫۰۴ g/mol می‌باشد. شکل ظاهری این ترکیب، بلورهای آبی تیره است.